# Rezerwat przyrody Turniansky hradný vrch
Rezerwat przyrody Turniansky hradný vrch (słow. Národná prírodná rezervácia Turniansky hradný vrch) – rezerwat przyrody na terenie Krasu Słowacko-Węgierskiego, ok. 1 km na północ od wsi Turňa nad Bodvou w powiecie Koszyce-okolice. Powierzchnia 13,78 ha.

## Położenie
Rezerwat leży na południowym skraju Płaskowyżu Zadzielskiego, a dokładniej – na końcu długiego grzbietu (słow. Hradná stráň) rozdzielającego wyloty dolin: Zadzielskiej (na zachodzie) i Hájskiej (na wschodzie). Teren rezerwatu obejmuje południowe i wschodnie stoki (mniej więcej od 230 do 374 m n.p.m.) kończącego ów grzbiet wzgórza (słow. Turniansky hradný vrch), na którym znajdują się ruiny Zamku Turniańskiego.

## Charakterystyka
Podłoże rezerwatu stanowią mezozoiczne wapienie płaszczowiny silickiej o znacznym stopniu skrasowienia, czego wynikiem jest występowanie zarówno naziemnych (głównie lapiaz) jak i podziemnych (jaskinie) form krasowych. Rozwinęły się na nim sucho- i ciepłolubne zespoły roślinne o charakterze od lasostepu przez step aż po naskalne murawy kserotermiczne, w większości na dość stromych stokach. Przedstawiają one niezwykle istotne z naukowego punktu widzenia siedlisko rzadkich i zagrożonych gatunków flory i fauny, jedno z najcenniejszych tego typu w całych Karpatach Zachodnich.

## Flora i fauna
Głównym motywem ochrony tego terenu jest endemiczna roślina Słowackiego Krasu rumianica turniańska (Onosma tornensis). Północną granicę występowania osiąga tu dąbrówka Laxmanna (Ajuga laxmannii). Z rzadszych gatunków rośnie tu również rutewka cuchnąca (Thalictrum foetidum), jesion mannowy i dąb omszony.  Na terenie tym występuje szereg rzadkich gatunków owadów oraz ciepłolubnych ślimaków, jak np. wałkówka paskowana (Zebrina detrita Mill.). Z gadów spotkamy tu gniewosza plamistego, jaszczurkę zieloną oraz jaszczurkę murową.

## Historia
Teren został objęty ochroną już w 1964 r. (słow. chránené nálezisko). Od roku 1995 ma status rezerwatu przyrody.

## Turystyka
Przez teren rezerwatu biegną szlaki turystyczne: niebieski  z Turni nad Bodvou do Doliny Zadzielskiej i żółty  z Hačavy na Zamek Turniański, a także ścieżka dydaktyczna.